# Ulbarów (przystanek kolejowy)
Ulbarów (ukr. Ульбарів, ros. Ульбаров) – przystanek kolejowy w miejscowości Nahirne (dawniej Ulbarów), w rejonie dubieńskim, w obwodzie rówieńskim, na Ukrainie. Mimo zmiany nazwy miejscowości, nazwa przystanku nie uległa zmianie.